# Inostrancevia
Inostrancevia was een geslacht van viervoeter uit de Gorgonopsia, een onderorde van de Therapsida en omvat drie soorten. Deze soorten leefden gedurende het Laat-Perm, ongeveer 250 miljoen jaar geleden, in het tegenwoordige Rusland en Zuid-Afrika.

## Soorten
Inostrancevia alexandri werd in 1922 beschreven door professor Vladimir Prokhorovich Amalitzky en vernoemd naar de Russische geoloog Alexander Inostrantzev. Van Inostrancevia alexandri is onder meer een vrijwel compleet skelet gevonden waarvan alleen enkele ribben en wervels ontbreken. De vondsten maken deel uit van de Vyatskian Assemblage, die gevonden is in Sokolki bij de Malaya Severnaya Dvina River in de Archangelsk-regio in het noorden van Europees Rusland en een ouderdom van 250 miljoen jaar heeft. Inostrancevia latifrons (Pravoslavlev, 1927), bestaande een schedel en een incompleet skelet, zijn afkomstig uit de Little Dvina Valley in de Archangelsk-regio en behoren eveneens tot de Vyatskian Assemblage. Fragmentarische schedelresten van Inostrancevia uralensis (Tatarinov, 1974) zijn gevonden bij de Ural River in de provincie Orenburg en maken deel uit van de Kotelnich Assemblage.
In 2022 werd vondsten uit Zuid-Afrika gepresenteerd. Deze fossielen – twee complete schedels en een bijna compleet skelet behorend tot de nieuwe soort I. africana  – werden gevonden bij Nooitgedacht in het Karoo-bekken en het dateert van vlak voor de grens tussen het Perm en Trias. De grootste Afrikaanse gorgonopsiërs die tot dan toe bekend waren, behoorden alle tot de Rubidgeinae. I. africana vulde na het uitsterven van de Rubidgeinae in het laatste Perm gedurende een korte periode de rol van toproofdier in zuidelijk Afrika, waarna het ook zelf uitstierf.

## Uiterlijk en leefwijze
Inostrancevia is de grootst bekende gorgonopsiër en met een lengte van 320 tot 430 cm had het de grootte van een hedendaagse beer met een slank wolfachtig lichaam. De schedel was 45-75 cm lang en Inostrancevia had drie typen tanden: 12 cm lange hoektanden (sabeltanden) in de bovenkaak, twee formaten snijtanden in de boven- en onderkaak en kleine tanden achter in de bovenkaak. Met de sabeltanden was Inostrancevia in staat door de dikke pantsers van de planteneters als Dicynodon trautscholdi en de 2.5 meter lange pareiasauriërs Scutosaurus, Deltavjata en Pareiasaurus te bijten en zo deze dieren te doden, bijvoorbeeld met een beet in de keel of nek. De bek van Inostrancevia kon zich tot een hoek van 90 graden openen. De achterste tanden waren klein en scherp. Kiezen ontbraken, waardoor Inostrancevia niet in staat was zijn voedsel te kauwen. Het prooidier werd met de scherpe achterste tanden in stukken gescheurd en vervolgens ingeslikt. De lange renpoten bevonden zich evolutionair in een tussenpositie: nog niet onder het lichaam zoals bij zoogdieren, maar minder gespreid dan bij de basale eupelycosauriërs. Hoewel Inostrancevia geen topsnelheden zal hebben kunnen halen, was het relatief snel. Vermoedelijk joeg het dier vanuit een hinderlaag. Daarnaast was deze gorgonopsiër vermoedelijk ook een goede zwemmer. Inostrancevia had een vrij korte staart. Het is mogelijk dat Inostrancevia net als de verwante cynodonten endotherm was en haar had, maar bewijzen hiervoor ontbreken. De reuk was vermoedelijk het best ontwikkelde zintuig bij Inostrancevia. Binoculaire zicht was nog niet ontwikkeld, terwijl ook het gehoor nog in ontwikkeling was bij de gorgonopsiërs en alleen in staat was lage frequenties te horen. De interne structuur van de neusholtesvan de gorgonopsiërs, die bestond uit twee kamers, wijst echter wel op een goed ontwikkelde reuk.
Naast Inostrancevia alexandri en I. latifrons maakte Pravoslavleria als derde gorgonopsiër onderdeel uit van de Vyatskian Assemblage. Deze soort was ongeveer 140 cm lang. Annatherapsidus en Chthonosaurus waren aquatische therocephaliërs die wat betreft leefwijze vermoedelijk min of meer overeenkwamen met otters. De omnivore Dvinia, Nanocynodon en Uralocynodon behoren tot de oudst bekende cynodonten en hadden het formaat van een hond. Dicynodon trautscholdi was een van de grotere dicynodonten uit het Perm. Ook Archosaurus, procolophonide reptielen (Suchonosaurus), pareiasauriërs (Pareiasaurus, Scutosaurus karpinskii), seymouriamorfen (Karpinskiosaurus), aquatische reptilomorfen (Chroniosuchus, Jarilinus, Kotlassia, Raphaniscus) en temnospondyle amfibieën (Dvinosaurus) behoren tot de Vyatskian Assemblage. De Kotelnich Assemblage omvat als nauwste verwant van Inostrancevia uralensis de gorgonopsiër Viatkogorgon. Andere therapsiden uit de Kotelnich Assemblage zijn de Kotelcephalon, Scalopodon, Scalopodontes en Viatkosuchus, allen therocephaliërs en Proburnetia uit de Biarmosuchia, een groep van basale carnivore vormen, de kleine dicynodont Tropidostoma, en Suminia uit de Venyukoiviidae, een groep van primitieve verwanten van de dicynodonten. Ook de pareiasauriërs Scutosaurus karpinskii en Deltavjata vjatkensis maken deel uit van de Kotelnich Assemblage, evenals de aquatische reptilomorfen Chroniosuchus en Raphaniscus.

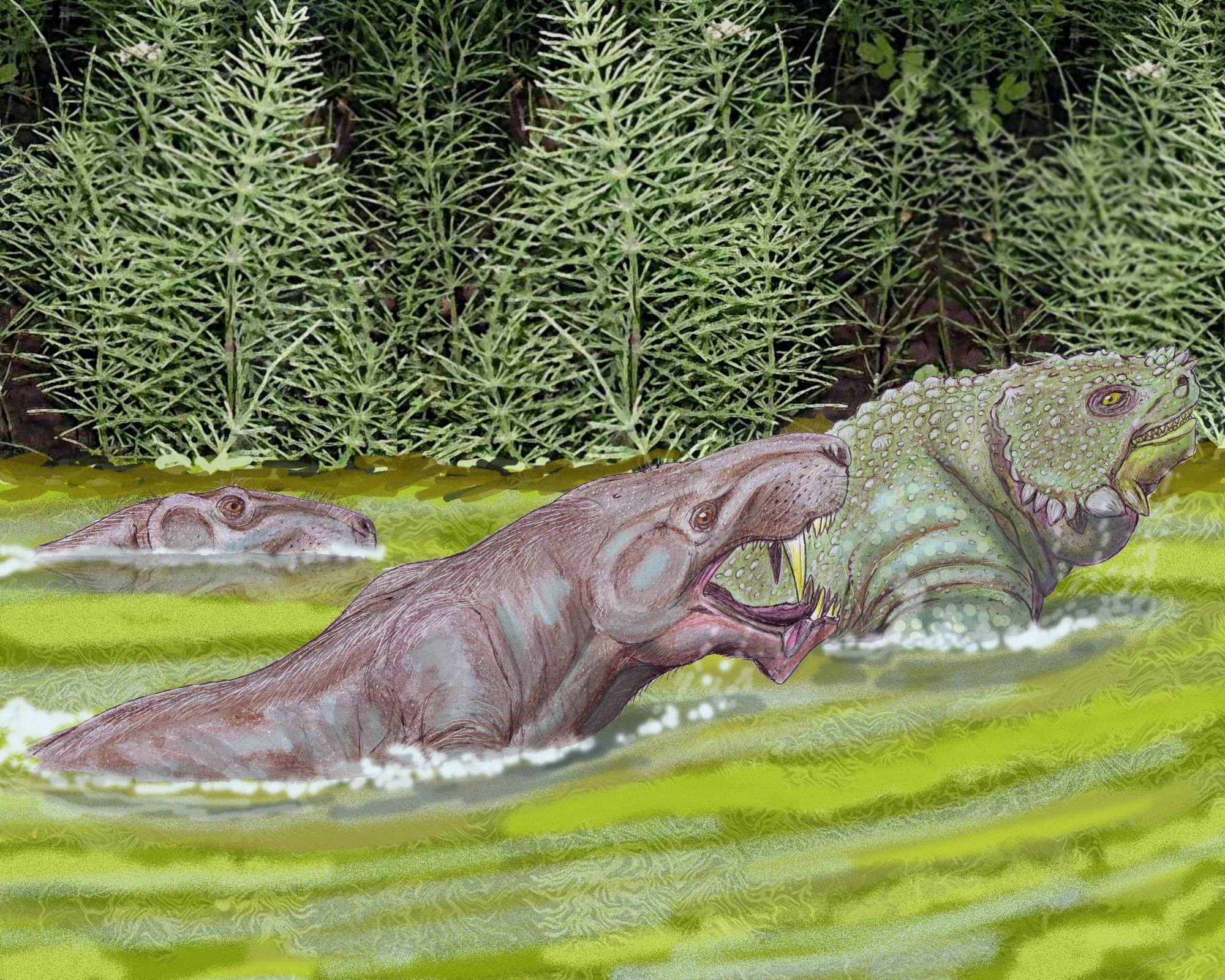
Twee Inostrancevia' zwemmen achter een Scutosaurus aan.
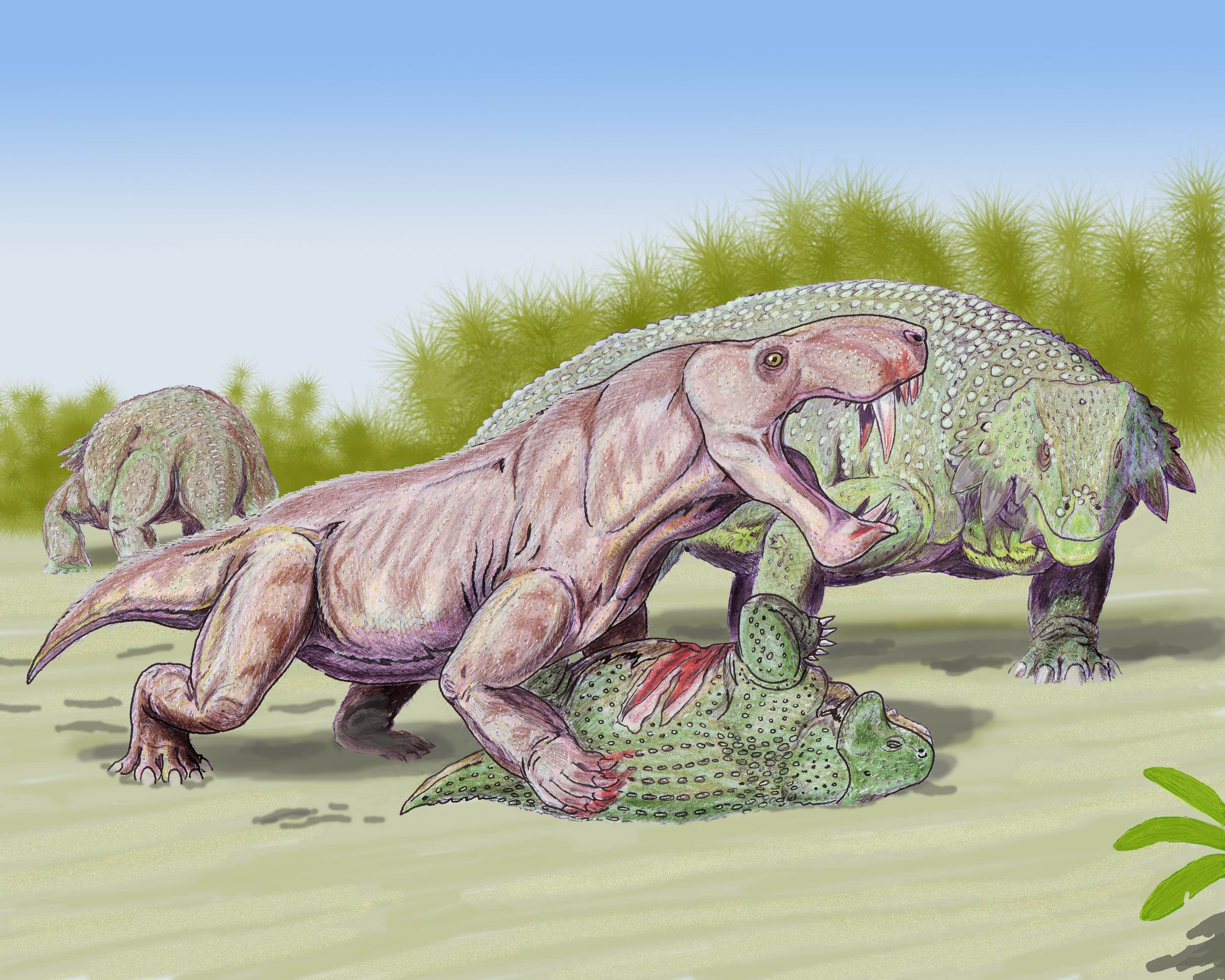
Een Inostrancevia met het jong van een Scutosaurus.
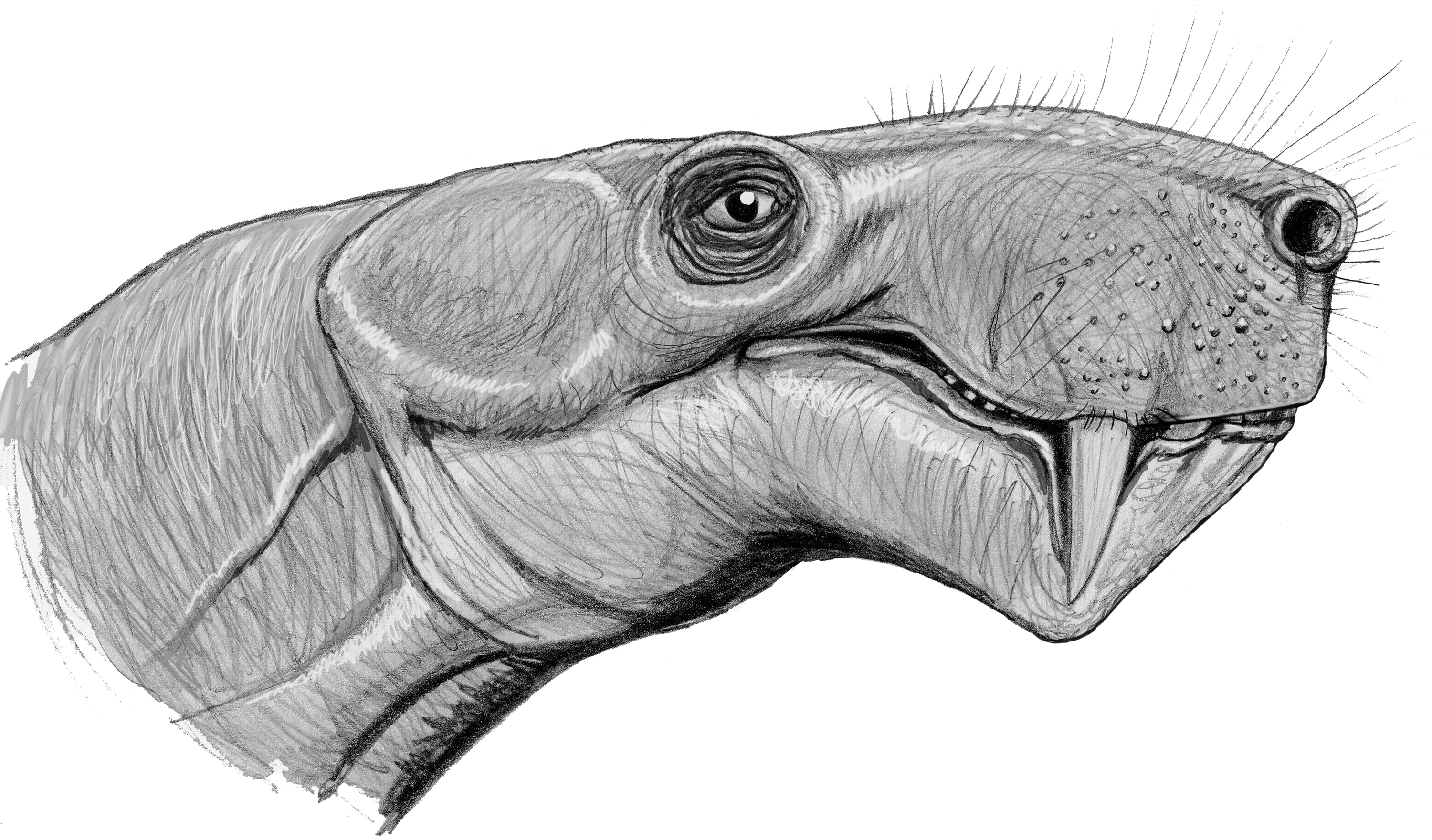
De kop van Inostrancevia.
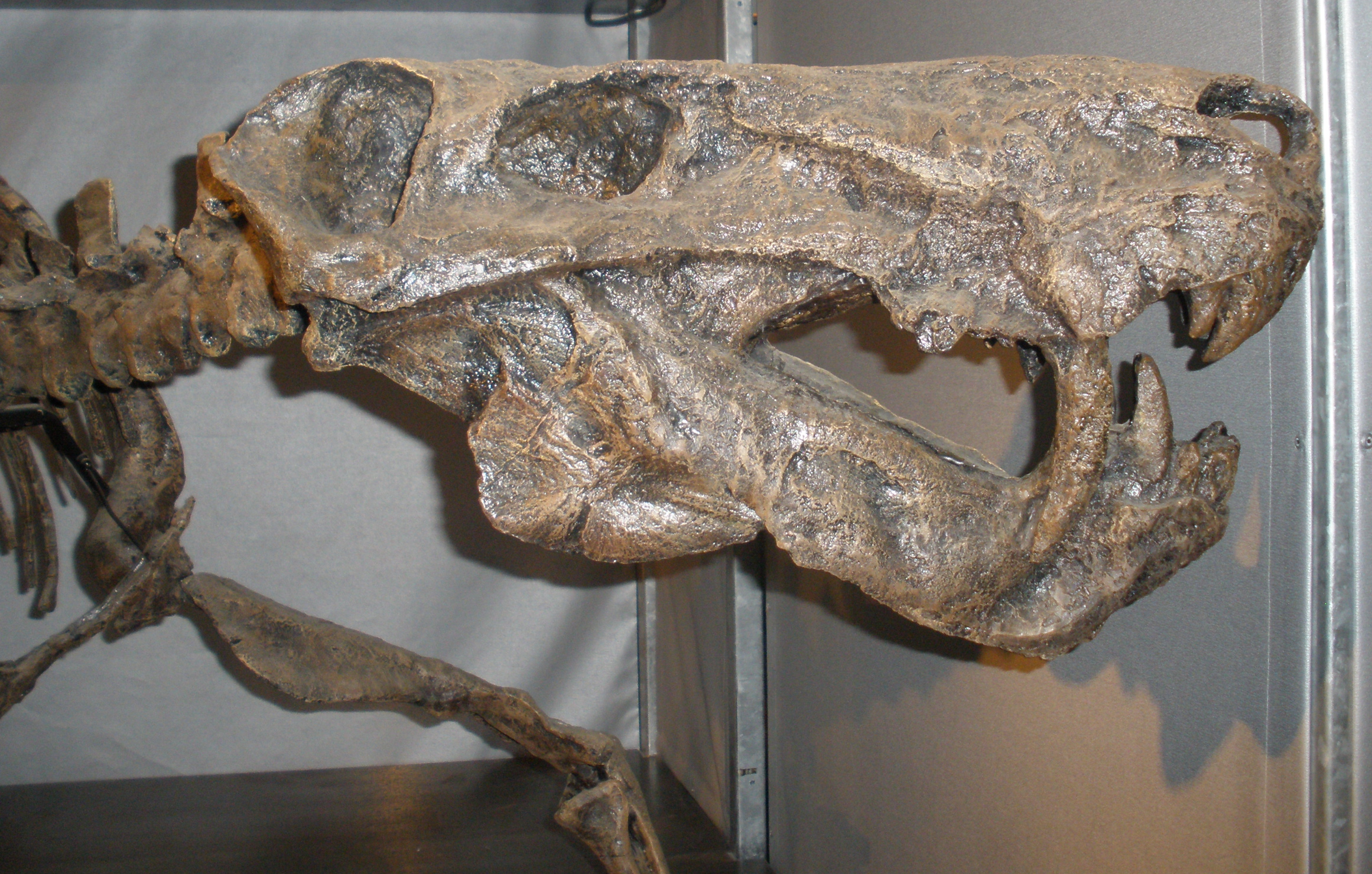
De schedel van Inostrancevia.